# Soundie
Een Soundie is een vroege voorloper van de videoclip. Soundies zijn kleine muzikale filmpjes van ongeveer drie minuten die geproduceerd zijn door professionele filmploegen in New York, Chicago en Hollywood tussen 1940 en 1946. De voltooide Soundies werden in het algemeen binnen enkele maanden na hun opname vrijgegeven; bij de laatste groep gebeurde dit in maart 1947. De films werden vertoond op de Panoram, een film-jukebox die werkte na inworp van een muntstuk en werd geplaatst in nachtclubs, bars, restaurants, fabriekskantines en amusementscentra.
Soundies omvatten alle muziekgenres, van klassiek tot bigband en van hillbilly tot nationale muziek. Bijvoorbeeld Liberace, Stan Kenton en Doris Day zijn een paar van de sterren via de Soundies optraden. Er zijn meer dan 1800 Soundies gemaakt en velen ervan zijn later uitgebracht op video.
In 1941 werd er geëxperimenteerd met Soundies door ook komedies aan te bieden. De meeste van deze films waren zonder muziek en werden niet zo goed ontvangen als de muzikale Soundies. Al snel werd er daarom van dit idee afgestapt, hoewel er wel werd doorgegaan met het aanbieden van komische nieuwsfilmpjes.
Tegenwoordig zijn Soundies mogelijk het meest bekend gebleven vanwege de optredens van de optredens van Afro-Amerikaanse artiesten die minder kans hadden op te treden in de publieke lokalen. Zo hebben bijvoorbeeld Fats Waller en Louis Armstrong en vele andere zwarte artiesten Soundies gemaakt.